# Tập tính tích trữ

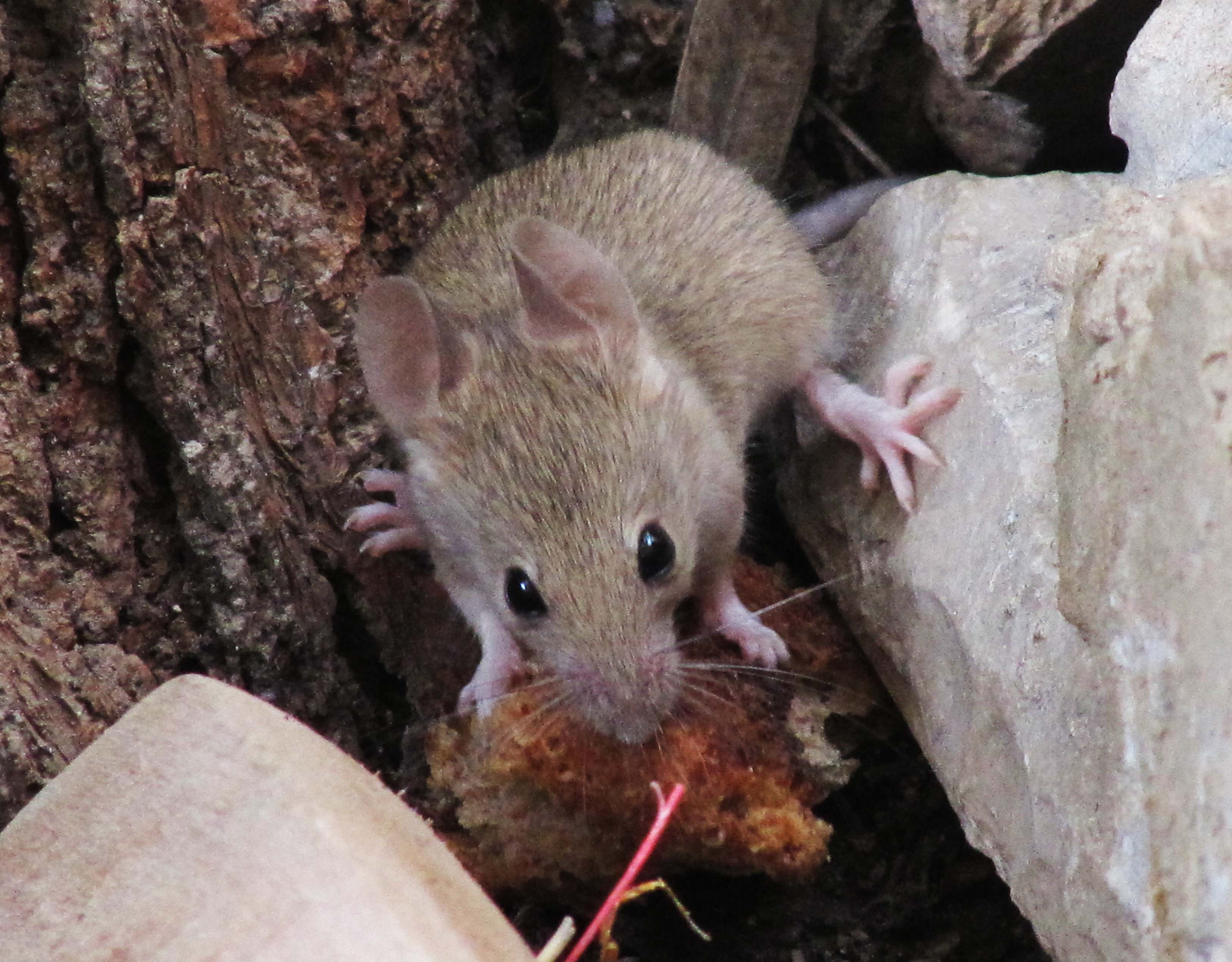
Một con chuột đang tha thức ăn về tổ, là loài vật dơ bẩn và có thói quen tích trữ nên chúng sẽ tha về đầy tổ các thứ dơ bẩn từ khắp nơi và có thể tạo thành ổ dịch bệnh

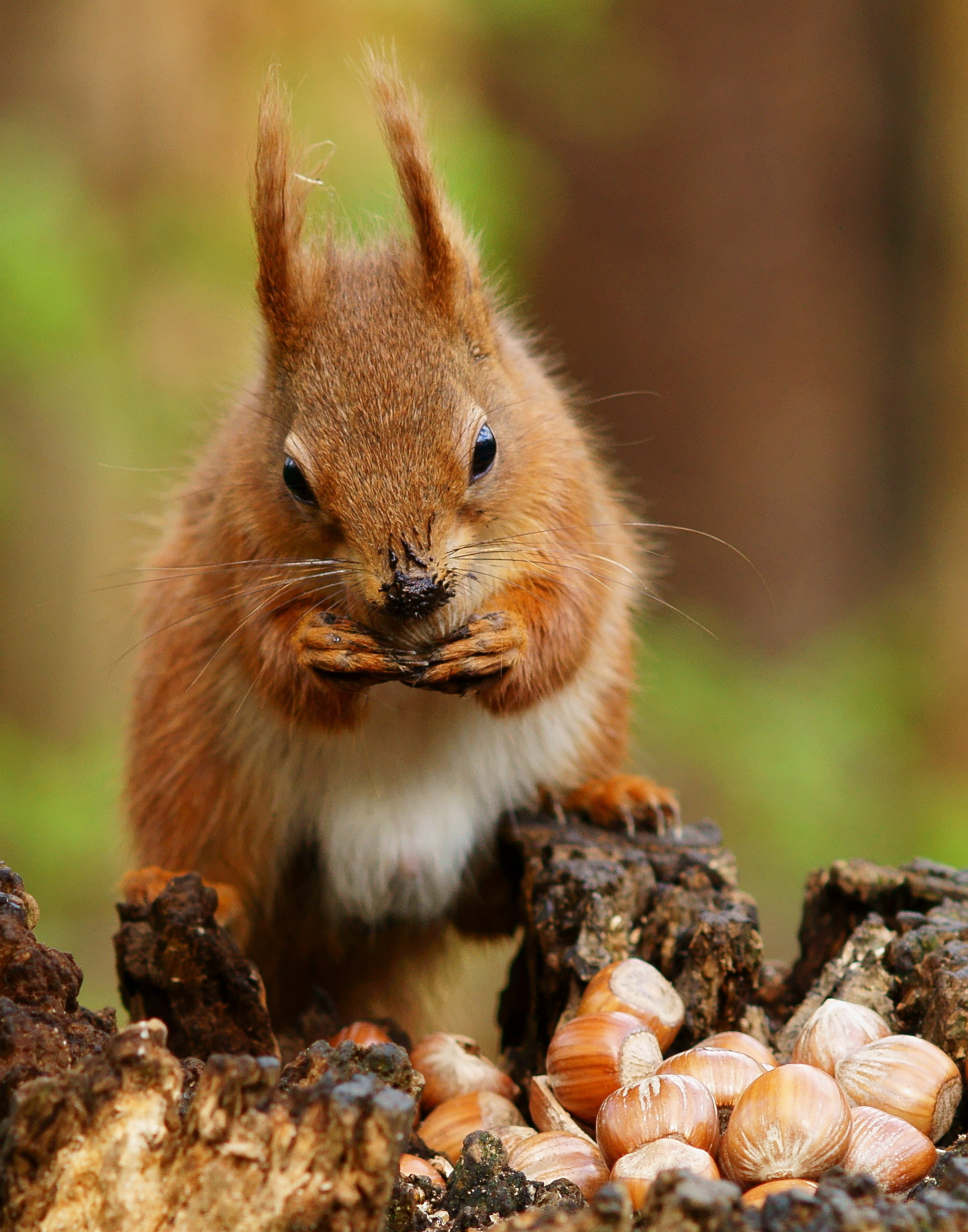
Con sóc đang dấu các quả hạch thu thập được

Tập tính tích trữ hay cất giấu, tha mồi là một tập tính sinh học ở một số loài động vật, theo đó chúng thường có thói quen, bản năng cất giấu thức ăn ở những địa điểm ẩn náu để tránh xa sự chú ý của các loài khác.

## Đặc điểm
Thông thường, hành vi tích trữ hoặc cất giấu là để dự trữ thức ăn trong thời gian khi nguồn thức ăn dồi dào, thừa mứa để dành cho thời gian khi thức ăn khan hiếm hoặc khó kiếm hơn. Ở những vùng có mùa đông khắc nghiệt, tình trạng sẵn có của thức ăn thường trở nên thấp và việc cất trữ thức ăn trong thời gian thức ăn có chất lượng cao trong những tháng nóng lên mang lại một lợi thế sống còn đáng kể.
Có bằng chứng rằng một số loài có thói quen tích trữ để nhằm chuyển hóa thức ăn ví dụ như tích trữ các cây cỏ để nấm mọc lên và ăn nấm, hay tích trữ các loại trái cây xanh để chờ chín. Thuật ngữ tích trữ thường được sử dụng cho loài gặm nhấm, trong khi đó thuật ngữ tha mồi thường được sử dụng nhiều hơn so với chim, tuy nhiên các hành vi ở cả hai nhóm động vật là khá giống nhau, đây là một sự thích ứng phổ biến đối với những thay đổi theo mùa trong sự sẵn có của nguồn thức ăn.
Việc tích trữ được thực hiện trên cơ sở lâu dài - được cất trữ trong chu kỳ theo mùa, với thức ăn được tiêu thụ hàng tháng, trong trường hợp thức ăn sẽ được đánh chén trong một hoặc một vài ngày. Một số động vật thông thường tích trữ thức ăn phổ biến nhất là chuột nhắt, chuột chũi, sóc và nhiều loài chim khác và chim gõ kiến. Hành vi tích trữ thường là một cách để tiết kiệm thức ăn ăn được dư thừa để ăn dần sau này, chẳng hạn như khi một con báo đốm treo một con mồi ăn một phần trong một cái cây để ăn trong vòng vài ngày hoặc một con hổ dấu xác con mồi để ăn nhiều tháng sau đó.
Tích trữ phân tán là sự hình thành của một số lượng lớn các kho nho nhỏ. Hành vi này có ở cả hai loài chim và động vật có vú nhỏ, chủ yếu là sóc và các loài gặm nhấm khác và chuột gỗ. Cụ thể, những cá thể không di chuyển đến khí hậu ấm hơn hoặc ngủ đông trong mùa đông thường có khả năng phân tán tích trữ. Hành vi này đóng một vai trò quan trọng trong việc phân tán hạt giống, vì những hạt giống không được chú ý hoặc bỏ quyên không ăn sẽ có cơ hội nảy mầm, do đó cây trồng có thể lây lan quần thể của chúng một cách hiệu quả.